# Artëm Ivanovič Mikojan
Artëm Ivanovič Mikojan (Արտյոմ Հովհաննեսի Միկոյան e Անուշավան Հովհաննեսի Միկոյան in armeno, Артём Иванович Микоян in cirillico; Sanahin, 5 agosto 1905, 24 luglio del calendario giuliano – Mosca, 9 dicembre 1970) è stato un ingegnere, imprenditore e politico sovietico, progettista di aeroplani ed ingegnere capo, assieme a Michail Iosifovič Gurevič, dell'ufficio tecnico (OKB) MiG.

## Biografia
Nato a Sanahin, in Armenia, completò la propria istruzione di base ed iniziò a lavorare come operatore macchinista nella fabbrica di Rostov e quindi alla "Dynamo" di Mosca prima di essere coscritto alla leva militare. Dopo il servizio militare si iscrisse all'accademia dell'aeronautica militare di Žukovskij dove creò il suo primo aeroplano. Si laureò nel 1937. Lavorò nello OKB di Polikarpov prima di essere nominato capo progettista di un nuovo OKB nel dicembre 1939 a Mosca. Insieme a Michail Gurevič costruì una serie di caccia per l'aviazione sovietica V-VS.
Fu insignito ben due volte della medaglia di eroe del lavoro socialista e fu deputato per sei volte al Soviet Supremo. Anche suo fratello maggiore, Anastas Ivanovič Mikojan, fu un uomo politico.